# Dynamine paulina
Dynamine paulina är en fjärilsart som beskrevs av Bates 1865. Dynamine paulina ingår i släktet Dynamine och familjen praktfjärilar. Inga underarter finns listade i Catalogue of Life.